# Tangaxoán II
Tangaxoán II ou Tangaxoan Tzíntzicha foi o último caltzontzin tarasco que governou Tzintzuntzan na região da Meseta Tarasca no centro de Michoacán.
Tangaxoan II emprendeu uma campanha contra os povos de Autlán e Sayula, conhecida como Guerra do Salitre mas não conseguiu vencer os povos confederados e aliados de Autlan.
Em 1522 submeteu-se sem apresentar resistência diante o conquistador espanhol Cristóbal de Olid, após ter tido conhecimento da conquista do Império Asteca pelo espanhol Hernán Cortés e os seus aliados indígenas.
Em 1529 o governador e presidente da Primera Audiencia, Nuño de Guzmán saqueou Michoacán, destruindo templos e tumbas em busca de metais preciosos.
A 14 de Fevereiro de 1530 Tangaxoan II foi executado por ordem de Guzmán depois de este o haver submetido a um julgamento em que foi acusado de matar espanhóis, de manter clandestinamente a sua antiga religião e de fomentar a desobediência.